# Enemics íntims
Enemics íntims (títol original en francès, Frères ennemis) és una pel·lícula francobelga del 2018 dirigida per David Oelhoffen. S'ha doblat al valencià per a À Punt; també s'ha subtitulat al català oriental.

## Premis i reconeixements
- Festival Polar de Conhac 2018: Millor llargmetratge de parla francesa[3]